# محمدیه (جغتای)
محمدیه، روستایی است از توابع بخش هلالی و در شهرستان جغتای استان خراسان رضوی ایران.

## جمعیت
این روستا در دهستان پایین جوین قرار داشته و بر اساس سرشماری سال ۱۳۸۵ جمعیت آن ۳۱۴ نفر (۶۸ خانوار)
بوده است.